# Gears of War 3
『ギアーズ・オブ・ウォー3』（英: Gears of War3）は、アメリカ合衆国のエピックゲームズ社が開発し、マイクロソフトから2011年9月22日に発売された、Xbox 360用のアクションゲーム（サードパーソン・シューティングゲーム）である。
前作『Gears of War 2』は日本での発売が遅れたが、今回は4月7日に決定済みだった。ビジネス上の戦略から全世界の発売を2011年4月から同年秋に延期した。欧米では9月20日、日本語版は9月22日に発売。
同日に本作を同梱し、Xbox 360のHDD容量を320GBに増量したリミテッドエディションも発売。

## 概要
前作『Gears of War 2』のエンディングは続編の存在を匂わせる終わり方であった為か、ネット上では「このシリーズはトリロジー（三部作）なのではないか」と、すなわち『ギアーズ3』の存在が噂されていた。一方、開発者であるクリフ・ブレジンスキーは「売れ行きや評価を確認したうえで、次のことを考える」とし、肯定も否定もしなかった。
そして2010年4月ごろになって、ようやく予告編と共に『ギアーズ3』の公式発表がなされた。また、彼は「『ギアーズ3』はトリロジーのフィナーレであり、もっともドラマティックになる」と述べている。
一方、本作のエグゼクティブ・プロデューサーのRos Fergussonによると、意外にもこのゲームシリーズは女性のファンが多いらしく、そのようなプレイヤーに配慮して操作可能な女性キャラクターを登場させたという。また、彼はシリーズの人気者（?）であるカーマイン兄弟に関しても『ファンが納得する結末』になると語っている。
今回も、前作で音楽を担当したスティーヴ・ジャブロンスキーがBGMを担当する。キャンペーンではこれまでのマーカスとドムの2人CO-OPから、シナリオ進行でメンバーは替わるが4人CO-OPとなる。
本作の日本語版は前作同様一部の欠損表現に規制が入っているが、日本独自サーバではなく世界共通サーバでのマッチングとなる。

### マルチプレイ
これまでストーリーモードの進行において2人までだったオンライン協力プレイが今回初めて4人に増加。前作で5人で協力してCPUを倒したHordeモードは進化してHorde2.0となり、同じく5人での協力プレイとなるビーストモードを搭載予定。対戦モードもこれまでと変わらず存在。オフラインで画面分割により2人まで遊ぶことができ、さらにそこにオンラインのプレイヤーを加えることが可能である。

### ビーストモード
簡潔に述べれば前作の「逆ホード」である。プレイヤーたちはローカスト・ホード（群集）のユニットを操作する。ルールは前作のホードとさほど変わりないが、制限時間1分以内に殲滅することが目的となる。人間を一人殺せば時間が延長され、資金が増えていく。また、人間を殺せば殺すほどより上位のローカストユニットを購入する権利が得られる。Hordeが50waveなのに対して、Beastは最大でも12waveで終了するよう設定されている。
waveが進むにつれ人間側のユニットが武装難民からCOG兵士ならびにマーカス等のヒーローと呼ばれるユニットが配置されるようになる。ヒーローはExecutionルールと同様に処刑アクションを遂行することで初めて殺したことになる。

## あらすじ
近未来、惑星セラ（Sera）。 敵を一掃する為、人類最後の砦であった「ハシント高原」（Jacinto Plateau）を水没させるという、大きすぎる代償を払ってから18ヵ月後。
ハシント水没後にプレスコット議長が失踪。そのためCOG（Coalition of Ordered Governments、統合連邦政府、コグ）は国家としての機能を失うが、新天地として無人島を拠点に新しい生活をはじめていた。しかし第二の敵「ランベント」の出現により島から出ることを余儀なくされる。生き残った軍と難民の一部は危険を顧みず本土に戻るなど、それぞれがそれぞれの道を選んでいた。また、数ヶ月前から地表でローカスト（Locust）の姿を見ないという現象が起きていた。そのローカストも、ランベントによって全滅の危機に瀕していたことなど誰も知るはずもない。
季節は夏、失踪していたプレスコット議長が突然帰還することから物語は始まる。彼からマーカス・フェニックスに渡されたディスクに残されていたのは、死亡していたと思われたマーカスの父アダム・フェニックスからの救援要請。その要請は、人類・ローカスト・ランベントの3つ巴の戦いに終止符を打つことなるだけでなく、惑星セラそのものの命運にも関わるという。
マーカスら8人は、アダムが待つという離島"アズラ"を目指し行動を開始した。その道中で、彼らはイミュルシオンの本当の恐怖を目の当たりにする…。

## 用語・設定の解説
※1の用語と2の用語も参照の事。ここでは主に本作で追加された用語や判明した設定を解説する。
イミュルシオン：Imulsion
今まで無限のエネルギーともてはやされていたが、生きていたアダムの研究によりその正体が一種の寄生生命体であり、このままでは全世界の生命体がランベントと化す危険が明らかとなる。
オニキスガード：Onyx Guard
プレスコット議長直属の護衛兵士。漆黒に塗られたCOGアーマーが特徴。
オニキスメダル
ランベント：Lambent
イミュルシオンに冒された惑星セラに生きる生命体の末期とも呼べる姿。
本作ではローカストだけでなくランベント化した人間も登場する。
アズラ：Azura
ペンデュラム戦争時にCOGが内密に準備していた避難シェルターとも呼べる島。メイルシュトロームバリアと呼ばれる人工の渦巻発生装置によって隠され、この島に入所できるのはCOG上層部並びに一部の研究者とその家族のみであった。
死んだと思われていたアダムはプレスコット議長の手でここに送られていた。作中ではローカストに占領されており、捕らえられたアダムがローカストに無害なイミュルシオン殲滅兵器の研究をさせられている。

## 登場キャラクター

### 人類
今作はハシントが水没し、プレスコットが失踪したことでCOGの国家システムが崩壊したため、人類は全て難民として扱われている。軍としての機能は残っているため、階級を呼称するシーンがある。
他の難民からはCOGと呼ばれることはあるが、マーカスらは自らデルタ部隊と名乗ることはない。
マーカス・フェニックス：Marcus Fenix（声：廣田行生）
主人公。COG軍軍曹。旧デルタ4人集の中では最も容姿の変化が少ない。
本作時点の6年前（Eデーの10年後）の襲撃の際に亡くなっていたとされる父アダムが生存していると知り、決死の覚悟で救出に向かう。
フルネームはマーカス・マイケル・フェニックス
全シリーズを通して常にバンダナを巻いているが、今作で初めてバンダナを外す場面があり、その下は短髪である。アーニャとは友人以上恋人未満と言った所。
ドミニク・サンチャゴ：Dominic Santiago（声：髙階俊嗣）
通称ドム。ハシント水没後に昇格してCOG軍伍長。旧デルタ4人集の中ではもっともデザインに変更が加えられており、特にひげが印象的となっている。
本作のプロデューサーであるロッド・ファーガソンによると、ドムが此処まで変わり果てた理由は、家族を失い戦う理由を見失った為だという。また、彼の右腕には前作で亡くなった最愛の妻マリアを模した天使の刺青が入れられている。
なお、マリアと子供の墓は彼女の故郷であるマーシーにある。
オーガスタス・コール：Augustus Cole（声：大西健晴）
ハシント水没後に昇格する話も合ったが辞退して現在もCOG軍二等兵。緑色のアーマーに身を包む。スラッシュボール（惑星セラで人気だった、アメリカンフットボールに似たスポーツ）の元スタープレイヤーとしての名残で、アーマーには当時の背番号「83」とThe Train（意訳：暴走特急）とペイントされている。今でも生き残っているファンから『コールトレイン』と呼ばれ愛されている。
今回はそり上げたスキンヘッドにバンダナを巻いている。
デーモン・ベアード：Damon Baird（声：松田健一郎）
ハシント水没後に昇格してCOG軍伍長。髪が少し伸びた程度で、外見上の変化は少ない。ジャックを修理するのに必要な部品を探し続けている。サマンサと皮肉を言い合う関係ながらも仲は悪くない模様。
アーニャ・ストラウド：Anya Stroud（声：湯屋敦子）
ハシント水没後に昇格してCOG軍中尉。
今回もデザインに変更が加えられた。今回は銃を持ってマーカスらと共に戦闘に参加する。
サマンサ・バーン：Samantha "Sam" Byrne（声：沢海陽子）
通称サム。COG軍二等兵マーカスらと行動を共にする女性兵士。ベアードとは皮肉を言い合う関係だが、仲が悪いわけではない。
ドムに対して好意を持っていた。
クレイトン・カーマイン：Clayton Carmine（声：桑原敬一）
カーマイン4兄弟の長兄にして、COG軍における生ける伝説として名を轟かせる。右肩の入れ墨に彫られている文字は「Anthony Benjamin R.I.P.（アンソニーとベンジャミン（兄弟）よ、安らかに眠れ）」。
兄弟の死に様を再現するようなシーンですら生き残り、終戦まで生き残った。
ちなみに、カーマイン兄弟は登場作品順に頭文字のアルファベットがA.B.Cと順番になっている。
ジェイソン・ストラットン：Jayson "Jace" Stratton（声：武田幸史）
通称ジェイス。もともとはコミック版『ギアーズ』のキャラクターであったが、本作のプレイヤー･キャラクターにまで昇進した。前作『ギアーズ2』ではアルファ7の隊員として「地底の嵐作戦（オペレーション・ホロウストーム）」に参加していたが、それ以前に発売されたコミックではデルタ部隊に所属していた経歴がある。
DLCの『ラームの影』にて、COGに入隊する前の姿を見ることが出来る。
旧デルタ配属メンバーにおいて年齢的には一番若いとのこと。
ディジー・ウォーレン：Dizzy Wallin（声：中村浩太郎）
『2』の劇中でスコージに襲われたが、無事生き残っていた。難民となった後はホフマンに付いていき、ローカストの目を盗んで難民キャンプを巡りながら弾薬など物資の交易を行っている。実は戦前は船乗りであり、どんな船でも操舵する事が出来る。
アーロン・グリフィン：AAron Griffin
Eデーの日に、ドーンハンマーで灼かれた街「チャー」で生き残った男の一人。ローカストによる侵攻が起こるまでは、グリフィン・イミュルシオン株式会社と呼ばれるイミュルシオン精製工場を経営する経営者であった。
そのような経緯から、大のCOG嫌いでもある。英語版ではラッパー・歌手・俳優のアイスTが演じている。
バーナデッド・マタキ：Bernadette "Bernie" Mataki
通称バーニー。もともとは小説版のキャラクターであったが、本作にゲストとして出演。ホフマンとは旧知の仲。
ビクター ホフマン：Victor Hoffman（声：沢木郁也）
COG軍大佐。プレスコットが失踪した後、一部の難民と兵士を引き連れ内地に戻り、アンヴィル・ゲートを拠点として戦いを続けている。
プレスコット議長：Chairman Prescott（声：中村秀利）
ハシント水没後に失踪していたが、18ヶ月後に突然戻ってくる。オニキスガードと呼ばれる精鋭中の精鋭である兵士を引き連れている。
ジャック：JACK
シリーズではおなじみのサポート用ロボット。今回は序盤に故障した状態で登場して以降全然出番がないが、終盤でベアードに修理されて再登場を果たす。
アダム・フェニックス：Adam Fenix （声：長克巳）
マーカスの父で、6年前に死亡したと思われていた。実際には今も生存しており、新たな敵ランベントによる惑星セラの侵食と崩壊からこの星を救う手立てを模索している。
フルネームはアダム・ジョナソン・フェニックス。
ミン・ヤン・キム（声：竹内良太）
DLC『ラーム将軍の影』に登場。Eデーの際はゼータ部隊隊長として隊を率いていた。
タイアロア・カリーソ（声：間宮康弘）
DLC『ラーム将軍の影』に登場。Eデーの際はゼータ部隊の隊員だった。
ランサーアサルトライフルにチェーンソーが装着されたのは、彼がローカストをチェーンソーで叩き切ったことがきっかけであるという。

#### マイケル・バリック:Michael Barrick
DLC『ラームの影』に登場。アメリカでコミック化された『Gears』に出てくるコミックオリジナルのキャラクターであり同DLCの主人公。

### ローカスト
ミラ：Queen Myrrah（声：岡本嘉子）
前作で姿を現したローカストの女王。彼女の目的はローカストの種の存続である。今作では彼女自ら戦闘服を身に纏い、昆虫形ローカストの「テンペスト」に乗ってマーカスとの決戦に挑む。

#### ドローン系統
ドローン
グレネーディア
エリートグレネーディア
スナイパー
サイクロプス
ボルター
フレイムグレネーディア
マイナー
モーター
サベッジドローン
地下の住居を洪水で追われ本隊からはぐれた後難民化したり、ミラに従わなくなったドローン達。通常のドローンと違い、旧式の武器を使用し地上環境に適応する為のマスクや全身に巻かれた布が特徴。
サベッジグレネーディア
ブラッドマウント
ビーストライダー

#### ブーマー系統
ブーマー
ブッチャー
ローカストの給仕係。
モーラー
フレイムブーマー
グラインダー
サベッジブーマー
難民化したブーマー。ブームショットではなくディガーランチャーを使う。

#### ティッカー系統
ティッカー
爆弾を背負って標的に近付き自爆攻撃を行う小型のローカスト。爆弾を付ける作業はドローン達が手作業で行っている模様。ドローンがティッカー同士を戦わせて遊んでいるシーンも。
ワイルドティッカー
今作初登場の野生のティッカー。爆弾を背負っていないため近付いても自爆はしないが、貪欲な食欲を持ち鉄類（武器や弾薬）ならば何でも食べるため、放置すると武装の補給や鹵獲の邪魔となる。

#### カンタス系統
カンタス
ローカストの司祭に当たるタイプ。
アーマーカンタス
全身に装甲を纏い、ゴルゴンSMG二丁で武装したカンタス。回転体当たり攻撃もこなす。動きがブーマー並に遅くなった代わりに通常の銃撃のダメージを大幅に軽減する。爆発系武器や火炎系武器での攻撃が有効だが、実は口内がかなり脆く吼えている最中に高威力の攻撃を当てる事により簡単に倒せる。

#### セロン系統
セロン・ガード
パレス・ガード
サベッジセロン
難民化したセロン・ガード。トルクボウではなくクリーバーを装備し特攻してくる。

#### その他
シュリーカー
昆虫に似た浮遊する小型ローカスト。常に4～5体の集団で登場し、ミニガンによる弾幕を張る。倒すと最後は爆発するため注意が必要だが、これを利用して他のシュリーカーを巻き込むことも可能。
レッチ
本作のレッチは『1』と『2』の中間程度の移動速度となった。
コープサー
幼生コープサー
ジャイアントコープサー
ジャイアントセラピード
ムカデに似た惑星セラ原生の節足動物の大型個体。全長５～６メートルはあり電磁コーティングされた甲殻と大きな顎による噛みつきによる攻撃が特徴。弱点は背後にあり、発光する部分を攻撃することで部分破壊を繰り返して倒す。
リーバー
ブルマック
ベルセルク
本作ではストーリーモードにおいてはランベントベルセルクが登場するためか、BeastおよびHordeにのみ登場する。Hordeでは10wave毎のBossWaveにのみランダムで登場。出現の際は火炎放射器が出てくるのでそれを使用する。
これまでの倒し方であったドーンハンマーは最初のDLC『Command Horde Pack』を導入の上、新たに追加されたコマンドポストをLv4まで強化しないと使用できないためあまり役に立たない。
ラーム将軍
ベルセルクの変異種。
クリル
マングラー
シージ・ビースト
反り曲がった脚をカタパルトのようにして火炎弾を投擲発射するローカストの動物兵器。設定自体は1作目の開発中からあったものの、実際にゲームに登場するのは本作が初となる。
テンペスト
羽虫に似た外見を持つ超巨大昆虫型ローカスト。ミラ専用の乗り物でもある。口から広範囲を焼き尽くす熱線を放つ。極めてタフでドーンハンマーを幾度と無く撃ち込まなければ倒す事が出来ない。

### ランベント
ポリープ
カニのような形をしたランベント。ランベントのタイプとしては最も小さく、そのうえ大量に現れるティッカーのようなもの。
基本的にはストークの瘤から出てくるが、後述するドラッジやリバイアサンが吐き出してくる事もある。
攻撃方法は爪で引っ掻く他長距離から少量のイミュルシオンを吐き付ける二種類がある。いずれもダメージは低いが多数に囲まれた場合は危険。
『2』でリフトワームの体内に生息していたネーマサイトに似ているが、関連性は不明。
ランベントレッチ
レッチが変異したランベント。『1』で登場した光るレッチの正式名称となった。
通称ピカレッチ。
ランベントドローン
ドローンが変異したランベント。『2』に登場した者はドローンの体表を流動するように発光しその姿は通常のドローンと変わりないものだったが、
今作では更に変異が進んでいるのか、人間の頭蓋骨のような顔や皮膚が裂け筋肉が露出したような体表など、その外観もより凶暴で醜悪なものに変化している。
死亡時に爆発する以外は普通のドローンと同じで銃を使い、カバーもする。ローカストだった頃と同じくハンマーバーストを多用する傾向がある。
ランベントドラッジ
変異が非常に進んだランベントドローン。ドローンより一回り体躯が大きい。ある程度のダメージを与えると突然変異を起こし、頭や腕、胴体などを触手のように変化させる。
この触手はイミュルシオンを火炎放射器のように噴射したり、砲弾のように発射してくるといった多彩な攻撃手段を持ち、更にカバーポジションを作り出すなど多目的に使用される。
この突然変異は数種類用意された物の中から、毎回ランダムで選ばれるため場合によっては同じ場面でも非常に苦戦する可能性がある。
また人型ではあるが頭部の他に腹部の黄色く発光する部分にもヘッドショット判定がある。
ヘッドスネーク
ドラッジが持つ3つの突然変異のうち、頭部が伸びるパターンでのみ出現する種。ドラッジが撃破された後、頭部の触手が蛇のように這いずり回りながら襲いかかる。
ランベントガンカー
ブッチャーがランベント化した大型ランベント。ローカストだった頃の名残は見て取れるが肥大化と変異が進み非常に醜悪。
ドラッジよりも動きが遅い反面とてつもなくタフで非常に強力な攻撃手段を持つ。死亡時は凄まじい大爆発を起こす。
ランベントストーク
大きな触手タイプのランベント。基本的にランベントはここから出現する。あたり構わず生えてきては、瘤からランベントを産み出す。
放出された直後のランベントはスライム状になっている為、ストークの内部は流動したランベントで構成されていると思われる。瘤を全て破壊するか一定数のランベントを放出すると枯れたように動かなくなる。
ランベントベルセルク
ベルセルクに類似したタイプのランベント。ドーンハンマーに対しても無傷という恐るべきタフさを持つ。しかし、変異の影響で肋骨が開く様になり、この際に見える光る胸部が弱点になったため、今度は普通の銃撃で倒せる様になってしまった。
ランベントリバイアサン
水棲型ランベント。Act1中盤のボスとして登場する。
ランベント人間
長期間イミュルシオンに触れるなどしたため徐々に冒されていった結果、ランベント化した人間。肺さび病はランベント化の前兆の様なもの。
行動パターンはいわゆる「走るゾンビ」に酷似している。ドラッジやガンカーに比べれば遥かにひ弱であるが、一度に現れる人数は非常に多く爆発もするため油断は禁物である。
人間としての意識が残っている個体もおり、「殺してくれ」と嘆願しながら襲いかかることもある。
ランベントチキン
所謂隠しキャラクターであり、ランベント化したニワトリ。大人以上の巨大さとなり、全身が黄金に輝いている。
攻撃として嘴から火炎放射器の様に火を噴く。

## ロケーション
レイヴンズ・ネスト：Raven's Nest
巨大な複合軍艦であり、マーカス達が生活している。左舷は昔の戦艦のような3連装砲が2基搭載され、中央は航空母艦であり、複数のキングレイブンを格納している。右舷はタンカーのようになっている。ただし、甲板には船内に収まり切らなかった避難民のものと思われるテントがぎっしりと張り巡らされており、更に一部は畑になっている事から、戦闘艦というよりは難民船である。

## 武器
レトロランサー：Retro Lancer
ランサーアサルトライフルの旧式タイプ。エマージェンス・デイ（E-Day）より前、人類同士による世界戦争"ペンデュラム戦争"時に使用されていたもの。
チェーンソーの部分が銃剣になっている。ランサーではおなじみのチェーンソーによる攻撃はレトロランサー・チャージと呼ばれる突進攻撃に差し替わる。
火力がある反面、反動が大きく集弾性もあまりよくないため、接近戦で真価を発揮する。
武装した難民やサヴェッジローカストが好んで使用している。
ソードオフ・ショットガン：Sawed-off Shotgun
昔ながらのツインバレル式のソードオフ・ショットガン。
有効射程が極端に短いが横方向に命中範囲が広く、複数の敵をまとめて倒すこともできる。
ディガーランチャー：Digger Launcher
地中を潜行する生体グレネードを発射する特殊なグレネードランチャー。
射線上にいる敵を感知すると自動的に地表に飛び出し爆発する。
フレイムグレネード：Incendiary Grenade
着弾地点の周囲を炎で覆う手榴弾。
COG ワンショット：One Shot
像のトレードマークが印象的な無反動砲。
ブーム・シールドのようなライオットシールドをも貫通し、巨大なローカストを粉砕するヘビー級スナイパーライフル。
COG シルバーバック：SDF Mk-4 Silverback
2メートル前後の小型歩行メカ（パワードスーツ）。
右腕部にマルチャー、左腕部にロケットランチャーが装備されている。シルバーバックとはオスのゴリラを意味する。
クラックショット
銃の見た目はブームショットだが、撃ち出される弾は何とニワトリである。
特定の条件を満たした場合にのみ取得可能であり、パーフェクトリロードを成功させると、黄金のニワトリが着弾時した場所で小型爆弾を撒き散らす。
弾丸の特性上、使い切りである。